# Ecseny
Ecseny is een plaats (község) en gemeente in het Hongaarse comitaat Somogy. Ecseny telt 283 inwoners (2001).